# Mount Farley
Mount Farley ist ein 2670 m hoher und markanter Berg im westantarktischen Marie-Byrd-Land. Im Königin-Maud-Gebirge ragt er an der Westflanke des Scott-Gletschers in einer Entfernung von 5 km östlich des McNally Peak auf.
Die Mannschaft um den Geologen Quin Blackburn (1900–1981) entdeckte den Berg im Dezember 1934 bei der zweiten Antarktisexpedition (1933–1935) des US-amerikanischen Polarforschers Richard Evelyn Byrd. Byrd benannte ihn nach dem US-amerikanischen Politiker James Farley (1888–1976), damaliger United States Postmaster General.